# Spaanse Hoogvlakte
De Spaanse Hoogvlakte of meseta (Spaans: Meseta central) is het oudste gedeelte van het Iberisch Schiereiland en wordt gevormd door een plateau. Het vindt zijn oorsprong in een bergketen gevormd tijdens de Hercynische orogenese. Na een periode van erosie van dat gebergte ontstond de meseta zoals we die nu kennen tijdens de Alpiene orogenese en de kwartaire erosie en sedimentatie.
De meseta is gemiddeld ongeveer 600 meter hoog.
De hoogvlakte wordt doorsneden door het Castiliaans Scheidingsgebergte, dat het gebied historisch in Oud- en Nieuw-Castilië verdeelt. De hoogvlakte wordt omringd door het Cantabrisch Gebergte in het noorden, het Iberisch Randgebergte in het oosten, de Sierra Morena in het zuiden en de Extremadura en de bergen van noordelijk Portugal in het westen.

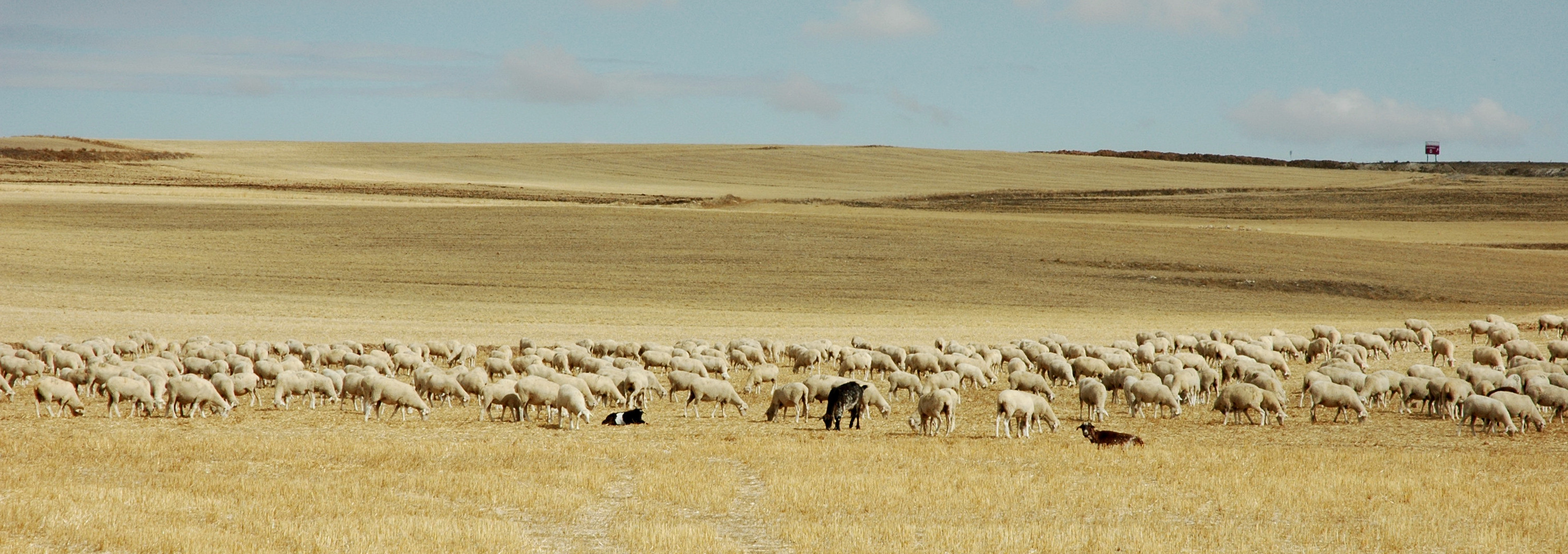
Schapen op de meseta

Het klimaat op de meseta wordt omschreven als nueve meses de invierno, tres meses de infierno: negen maanden winter en drie maanden hel. In weerkundige termen is er sprake van een lange winter en een korte, hete zomer.